# ژانبای
ژانبای (قزاقی: Жанбай) یک منطقه مسکونی در قزاقستان است که در استان آتیرائو واقع شده است.